# رجال مبتهجون: الشياطين اليوروبية الحقيقية
رجال مبتهجون: الشياطين اليوروبية الحقيقية (بالإنجليزية: Merry Men: The Real Yoruba Demons)‏ هو فيلم كوميدي وأكشن نيجيري صدر في عام 2018، من تأليف أنتوني كيهيندي جوزيف، وإنتاج دارلينغتون أبودا، وإخراج توكا ماكبارور. يضم طاقمًا فنيًا متعدد يتضمن: رامسي نوح، آيو ماكون، جيم إيكي، داميلولا أديغبيتي، ريتشارد موفي داميجو، إيريتيولا دويل، فالز، جيدي كوسوكو، روزالين مورر، نانسي إيسيم.

## القصة
تدور أحداث الفيلم في أبوجا. أربعة رجال أثرياء (رجال مبتهجون) يغوون نساء قويات، يحصلون على عقود من النخبة السياسية، يسرقون من الأثرياء، يعطون للفقراء ويمارسون الجنس مع أجمل النساء في المدينة. يواجهون تحديهم الأكبر حتى الآن عندما يعادون سياسياً فاسدًا وسيئ السمعة يخطط لهدم قرية لبناء مركز تسوق. يخطط الأربعة لإنقاذ الناس الفقراء في القرية.

## فريق العمل
- رامسي نوح بدور آيو أليسينلوي
- آيو ماكون بدور أماجو أبيوريتسيغبيمي
- جيم إيكي بدور ناز أوكيغبو
- فولارين "فالز" فالانا بدور ريمي مارتنس
- داميلولا أديغبيتي بدور ديرا تشوكو
- ريتشارد موفي داميجو بدور رئيس أليسينلوي
- روزالين مورر بدور كيمي أليسينلوي
- إيريتيولا دويل بدور دامي مادوكا
- نانسي إيسيم بدور صوفي
- ليليان إيسورو بدور السيدة أنيانو
- جيدي كوسوكو بدور رئيس أومول
- أوساس إيغودارو بدور شيدينما (المدون)
- فرانسيس دورو بدور المفتش جاك
- علي نوهو بدور رئيس خدمة العملاء في البنك
- فيثيا بالوغون بدور ماما عبد الله
- صمويل أجيبولا بدور عبد الله
- سيغون أرينزي بدور موظف تكنولوجيا المعلومات في البنك

## الاستقبال
وفقًا لـ نوليراتيد، كانت قصة الفيلم مثل سلة تسربت من كل مكان وكانت هناك علاقات قليلة جدًا ثابتة في القصص. كما أن بعض الشخصيات كانت غير ضرورية للقصة بشكل عام. وهذا لا يعتبر شيئًا ضد مهارات الممثلين، ولكن بعض الشخصيات لم تضف شيئًا للقصة.
وفقًا لـ نوليود رينفينتيد، أفضل شيء في هذا الفيلم هو جودة الصورة. اللقطات واضحة، والمجموعات فاخرة، والأجواء مباعة؛ لكن تصميم الحركة ضعيف، والخطوط غير ملهمة، وكل التأثير غير موجود. الفيلم الذي استمر لمدة تقريبية 2 ساعة مليئ بالمداخلات غير الضرورية وإدراج الأغاني الحزبية بقوة لرفع المزاج، ولكن لا يوجد هناك تماسك كافٍ لدفع الفيلم قدمًا.
وفقًا لـ اللجنة البريطانية لتصنيف الأفلام، تتضمن العنف المعتدل قبض رجل على أعناق رجال آخرين، ومشهد يظهر فيه رجل يتعرض لإطلاق نار، مع وجود رؤية سريعة لبعض التفاصيل الدموية. 

## وصلات خارجية
رجال مبتهجون: الشياطين اليوروبية الحقيقية  على قاعدة بيانات الأفلام على الإنترنت (بالإنجليزية). 
1. ↑  Internet Movie Database (بالإنجليزية), QID:Q37312
2. ↑  قاعدة بيانات الفيلم (باللغات المتعددة), QID:Q20828898